# Амбер (шахматный турнир)
Амбер (шахматный турнир) (официальное название «Amber Rapid and Blindfold Chess Tournament», ранее «Melody Amber») — был ежегодным турниром по приглашению, в котором принимали участие игроки мировой элиты. Он проводился с 1992 до 2011 года в Монте-Карло. Начиная со второго турнира, в соревнованиях уникально сочетались быстрые шахматы и шахматы вслепую. Спонсором турнира был нидерландский бизнесмен и чемпион мира по шахматам по переписке Йооп ван Оостером, который назвал так турнир в честь своей дочери. Интересно, что в честь её сестры назван турнир по бильярду Хрустальный кубок Келли (англ. Crystal Kelly Cup).
Владимир Крамник выиграл наибольшее количество титулов — 6 (по состоянию на 2010 год). Вишванатан Ананд — единственный шахматист, который выиграл и турнир по быстрым шахматам и турнир по шахматам вслепую в один и тот же год (он сделал это дважды — в 1997 и 2005 годах). Наибольшее количество турниров по быстрым шахматам выиграл Ананд (9 раз), а шахматам вслепую, соответственно, Крамник (9 раз).
Почти каждый из шахматистов мировой элиты принимал участие в этом турнире, кроме Гарри Каспарова. Единственным игроком, который играл во всех двадцати соревнованиях является украинец Василий Иванчук.

## Победители
| #  | Год  | Общий зачет                                            | Быстрые шахматы                            | Шахматы вслепую                                                   |
| -- | ---- | ------------------------------------------------------ | ------------------------------------------ | ----------------------------------------------------------------- |
| 1  | 1992 | Василий Иванчук (Украина)                              |                                            | не проводился                                                     |
| 2  | 1993 | Любомир Любоевич (Югославия)                           | Любомир Любоєвич                           | Вишванатан Ананд Анатолий Карпов                                  |
| 3  | 1994 | Вишванатан Ананд (Индия)                               | Вишванатан Ананд Владимир Крамник          | Вишванатан Ананд                                                  |
| 4  | 1995 | Анатолий Карпов (Россия)                               | Анатолий Карпов                            | Владимир Крамник                                                  |
| 5  | 1996 | Владимир Крамник (Россия)                              | Вишванатан Ананд Василий Иванчук           | Владимир Крамник                                                  |
| 6  | 1997 | Вишванатан Ананд (Индия)                               | Вишванатан Ананд                           | Вишванатан Ананд                                                  |
| 7  | 1998 | Алексей Широв (Латвия) Владимир Крамник (Россия)       | Василий Иванчук Алексей Широв              | Владимир Крамник                                                  |
| 8  | 1999 | Владимир Крамник (Россия)                              | Вишванатан Ананд                           | Владимир Крамник Алексей Широв Веселин Топалов                    |
| 9  | 2000 | Алексей Широв (Латвия)                                 | Алексей Широв                              | Владимир Крамник                                                  |
| 10 | 2001 | Владимир Крамник (Россия) Веселин Топалов (Болгария)   | Борис Гельфанд Владимир Крамник            | Веселин Топалов                                                   |
| 11 | 2002 | Александр Морозевич (Россия)                           | Борис Гельфанд                             | Александр Морозевич                                               |
| 12 | 2003 | Вишванатан Ананд (Индия)                               | Евгений Бареев                             | Владимир Крамник                                                  |
| 13 | 2004 | Александр Морозевич (Россия) Владимир Крамник (Россия) | Вишванатан Ананд                           | Александр Морозевич                                               |
| 14 | 2005 | Вишванатан Ананд (Индия)                               | Вишванатан Ананд                           | Вишванатан Ананд                                                  |
| 15 | 2006 | Вишванатан Ананд (Индия) Александр Морозевич (Россия)  | Вишванатан Ананд                           | Александр Морозевич                                               |
| 16 | 2007 | Владимир Крамник (Россия)                              | Вишванатан Ананд                           | Владимир Крамник                                                  |
| 17 | 2008 | Левон Аронян (Армения)                                 | Левон Аронян                               | Левон Аронян Владимир Крамник Александр Морозевич Веселин Топалов |
| 18 | 2009 | Левон Аронян (Армения)                                 | Вишванатан Ананд Левон Аронян Гата Камский | Левон Аронян Магнус Карлсен Владимир Крамник                      |
| 19 | 2010 | Магнус Карлсен (Норвегия) Василий Иванчук (Украина)    | Магнус Карлсен Василий Иванчук             | Александр Грищук                                                  |
| 20 | 2011 | Левон Аронян (Армения)                                 | Магнус Карлсен                             | Левон Аронян                                                      |